# Iris Apatow
Iris Apatow (Los Banos, 12 oktober 2002) is een Amerikaans actrice.

## Biografie
Apatow werd geboren op 12 oktober 2002. Ze is de dochter van filmmaker Judd Apatow en actrice Leslie Mann. Vanuit haar vaders kant heeft ze een joodse afkomst en vanuit haar grootmoeder heeft ze Finse roots. Haar zus Maude Apatow is eveneens actrice en speelde ze mee samen in This is 40, Funny People en Knocked Up. In 2021 verkreeg Apatow haar diploma.
Apatow begon met acteren op vijfjarige leeftijd als Charlotte in de film Knocked Up, geregisseerd door haar vader.
In 2016 vertolkte Apatow de rol van Arya Hopkins in de televisieserie Love.

## Privé
Apatow heeft een relatie gehad met Ryder Robinson, zoon van actrice Kate Hudson en zanger Chris Robinson. Sinds 2024 heeft ze een relatie met Sam Nivola, zoon van actrice Emily Mortimer en acteur Alessandro Nivola. Het koppel woont samen in New York.
Apatow heeft een vriendschappelijke relatie met singer-songwriter Olivia Rodrigo. Ook heeft ze vriendschappen met Billie Eilish, Charli D'Amelio en Avani Gregg.

## Filmografie

### Films
| Jaar | Film          | Rol                                             | Opmerking   |
| ---- | ------------- | ----------------------------------------------- | ----------- |
| 2007 | Knocked Up    | Charlotte                                       |             |
| 2009 | Funny People  | Ingrid                                          |             |
| 2012 | This Is 40    | Charlotte                                       |             |
| 2016 | Sausage Party | Berry Good Candies/Grape #3/Coconut Milk (stem) |             |
| 2021 | Sour Prom     | Zichzelf                                        | Concertfilm |
| 2022 | The Bubble    | Krystal Kris                                    |             |
| 2024 | Young Werther | Sissy                                           |             |

### Televisie
| Jaar      | Serie    | Rol          | Extra            |
| --------- | -------- | ------------ | ---------------- |
| 2016–2018 | Love     | Arya Hopkins | Terugkerende rol |
| 2024      | Unstable | Georgia      | 8 afl.           |

### Muziekvideo's
| Jaar | Titel           | Artiest          | Regisseur                 | Ref    |
| ---- | --------------- | ---------------- | ------------------------- | ------ |
| 2017 | Sonora          | Spendtime Palace | Finn Wolfhard Josh Ovalle | [ 13 ] |
| 2023 | Bad Idea Right? | Olivia Rodrigo   | Petra Collins             | [ 14 ] |